# Rimsko-sasanidske vojne
Rimsko sasanidske vojne (224 n. št. – 395 n. št.) so bile niz konfliktov med Sasanidskim cesarstvom in Rimskim cesarstvom. To je bil drugi niz konfliktov v 682 let trajajočih  rimsko-perzijskih vojnah med leti 54 pr. n. št. – 628 n. št., prvi je bil Rimsko-partske vojne 54 pr. n. št. – 224 n. št.), to so bili niz konfliktov med Partskim cesarstvom ter Rimsko republiko in Rimskim cesarstvom (54 pr. n. št. – 224 n. št). 
Rim je nasledil Bizanc in vojne so se nadaljevale z Bizantinsko-sasanidskimi vojnami  (395 n. št. – 628 n. št.)

## Rimsko-sasanidske vojne

### Zgodnji rimsko-sasanidski konflikti
Konflikt se je nadaljeval kmalu po strmoglavljenju partske vladavine in ustanovitvi Sasanidskega cesarstva s strani Ardaširja I. Ardašir (vladal 226–241) je leta 230 napadel Mezopotamijo in Sirijo ter zahteval odstop vseh nekdanjih ozemelj Ahemenidskega cesarstva. Po neuspešnih pogajanjih se je Aleksander Sever leta 232 odpravil proti Ardaširju. Ena kolona njegove vojske je vkorakala v Armenijo, medtem ko sta drugi dve koloni delovali na jugu in nista uspeli. V letih 238–240, proti koncu svoje vladavine, je Ardašir ponovno napadel in zavzel več mest v Siriji in Mezopotamiji, vključno s Carrhae, Nisibisom in Hatro.

### Nadaljevanje
Boj se je nadaljeval in se okrepil pod Ardaširjevim naslednikom Šapurjem I.; napadel je Mezopotamijo in zavzel Hatro, tamponsko državo, ki je nedavno spremenila svojo zvestobo, vendar so bile njegove sile poražene v bitki pri Resaeni leta 243; Carrhae in Nisibis so Rimljani ponovno zavzeli. Spodbujen s tem uspehom, je cesar Gordijan III. napredoval po Evfratu, vendar je bil poražen blizu Ktezifona v bitki pri Misiche leta 244. Gordijan je bodisi umrl v bitki bodisi so ga umorili njegovi lastni možje; Filip Arabec je postal cesar in plačal 500.000 denarijev Perzijcem v hitro dogovorjenem mirovnem sporazumu.
Ker je bilo Rimsko cesarstvo oslabljeno z germanskimi vpadi in vrsto kratkotrajnih cesarjev, je Šapur I. kmalu nadaljeval svoje napade. V zgodnjih 250-ih letih je bil Filip vpleten v boj za nadzor nad Armenijo; Šapur je osvojil Armenijo in ubil njenega kralja, porazil Rimljane v bitki pri Barbalissosu leta 253, nato pa verjetno zavzel in oplenil Antiohijo. Med letoma 258 in 260 je Šapur ujel cesarja Valerijana, potem ko je porazil njegovo vojsko v bitki pri Edesi. Napredoval je v Anatolijo, vendar so ga tam porazile rimske sile; napadi Odaenata iz Palmire so prisilili Perzijce k umiku z rimskega ozemlja, pri čemer so se predali Kapadokijo in Antiohijo.
Leta 275 in 282 sta Avrelijan in Prob načrtovala invazijo na Perzijo, vendar sta bila oba umorjena, preden sta lahko uresničila svoje načrte. Leta 283 je cesar Kar uspešno napadel Perzijo, oplenil njeno prestolnico Ktezifon; verjetno bi razširili svoje osvojitve, če Kar ne bi umrl decembra istega leta. Njegovega naslednika Numerijana je lastna vojska prisilila k umiku, saj so se bali, da je Kar umrl zaradi udara strele.
Po kratkem obdobju miru v zgodnjem obdobju vladavine Dioklecijana je Narseh obnovil sovražnosti z Rimljani, napadel Armenijo in porazil Galerija nedaleč od Carrhae leta 296 ali 297. Vendar pa je leta 298 Galerij porazil Narseha v bitki pri Satali, oplenil prestolnico Ktezifon in zajel perzijsko zakladnico ter kraljevi harem. Posledična mirovna pogodba - Nisibski mir (299), je Rimljanom dala nadzor nad območjem med Tigrisom in Velikim Zabom. Rimska zmaga je bila najbolj odločilna v mnogih desetletjih: vsa izgubljena ozemlja, vsa sporna ozemlja in nadzor nad Armenijo so bili v rimskih rokah. Mnoga mesta vzhodno od Tigrisa so bila dana Rimljanom, vključno z Tigranokertom, Sairdom, Martyropolisom, Balaleso, Moxosom, Daudijo in Arzanom. Prav tako je bil nadzor nad Armenijo dan Rimljanom.
Ureditve iz leta 299 so trajale do sredine 330-ih, ko je Šapur II. začel vrsto ofenziv proti Rimljanom. Kljub nizu zmag v bitkah, ki so dosegle vrhunec z uničenjem rimske vojske pod vodstvom Konstancija II. pri Singari (348), so njegove kampanje dosegle malo trajnih učinkov: tri perzijska obleganja Nisibisa, v tistem času znanega kot ključ do Mezopotamije, so bila odbita, in čeprav je Šapurju leta 359 uspelo uspešno oblegati Amido in zavzeti Singaro, sta bili obe mesti kmalu ponovno pridobljeni nazaj s strani Rimljanov. Po zatišju v 350-ih, medtem ko se je Šapur boril proti nomadskim napadom na vzhodnih in nato severnih mejah Perzije, je leta 359 je sprožil novo kampanjo s pomočjo vzhodnih plemen, ki jih je medtem premagal in po težkem obleganju ponovno zavzel Amido (359). Naslednje leto je zavzel Bezabde in Singaro ter odbil protinapad Konstancija II. Toda ogromni stroški teh zmag so ga oslabili in kmalu so ga zapustili njegovi barbarski zavezniki, kar ga je pustilo ranljivega za veliko ofenzivo leta 363 rimskega cesarja Julijana, ki je z veliko vojsko napredoval po Evfratu do Ktezifona. Kljub taktični zmagi v bitki pri Ktezifonu (363) pred obzidjem Julijan ni mogel zavzeti perzijske prestolnice ali napredovati dlje in se je umaknil ob Tigrisu. Medtem ko so ga preganjali Perzijci, je bil Julijan ubit v bitki pri Samarri, med težkim umikom ob Tigrisu. Ker je rimska vojska obtičala na vzhodnem bregu Evfrata, je Julijanov naslednik Jovijan sklenil mir in se strinjal z velikimi koncesijami v zameno za varen prehod iz sasanidskega ozemlja. Rimljani so predali svoje nekdanje posesti vzhodno od Tigrisa, pa tudi Nisibis in Singaro in Šapur je kmalu osvojil Armenijo, ki so jo Rimljani zapustili.

### Zaključek
Leta 383 ali 384 je Armenija ponovno postala jabolko spora med rimskim in sasanidskim cesarstvom, vendar do sovražnosti ni prišlo. Ker sta bili obe cesarstvi zaposleni z barbarskimi grožnjami s severa, je bil leta 384 ali 387 podpisan dokončen mirovni sporazum v Acilisenu med Šapurjem III. in Teodozijem I., ki je Armenijo razdelil med obe državi. Medtem so severna ozemlja Rimskega cesarstva napadla germanska, alanska in hunska ljudstva, so perzijske severne meje ogrožala najprej številna hunska ljudstva in nato Heftaliti.
S tem se je začelo tretje ali zadnje obdobe rimsko-perzijskih vojn in sicer bizantinsko-sasanidske vojne (395 n. št. - 628 n. št.). Ker sta bili obe cesarstvi zaposleni s temi grožnjami, je sledilo večinoma mirno obdobje, prekinjeno le z dvema kratkima vojnama, prvo v letih 421–422 potem, ko je Bahram V. preganjal visoke perzijske uradnike, ki so se spreobrnili v krščanstvo in drugo leta 440, ko je Jazdegerd II. napadel rimsko Armenijo. Boji so se nadaljevali do leta 628 s spremenljivimi rezultati, ki so izčrpali obe cesarstvi, da sta podlegli pred muslimanskim osvajanjem.